# 波寄町 (名古屋市)
波寄町（なみよせちょう）は、愛知県名古屋市熱田区にある町名。丁目の無い単独町名である。住居表示実施済み。

## 地理
名古屋市熱田区の北部に位置し、南に沢上と沢下町、東に桜田町、西と北に金山（北側は中区内）に接している。

## 歴史

### 町名の由来
熱田東町の小字名「波寄」による。かつては「浪寄」とも書かれ、江戸時代の古地図でその名を確認できる。当地は熱田台地・御器所台地・那古野台地に囲まれた扇状の一角で、古くは波が押し寄せていたことからこの名がついたと言われる。このほか「波」とは名古屋の古称「浪越」を指し、那古野荘に最も近い熱田の土地を意味するとの説もある。

### 行政区画の沿革
- 1925年（大正14年）8月5日 - 南区熱田東町の一部により、同区波寄町として成立[3]。
- 1937年（昭和12年）10月1日 - 熱田区に編入され、同区波寄町となる[3]。
- 1939年（昭和14年）4月1日 - 熱田東町の一部を編入する[3]。また、一部が金山町に編入される[3]。
- 1944年（昭和19年）2月11日 - 中区に編入され、同区波寄町となる[3]。
- 1946年（昭和21年）4月15日 - 熱田区に編入され、同区波寄町となる[3]。ただし、一部が中区波寄町として残存する[3]。
- 1979年（昭和54年）6月3日 - 熱田区熱田東町・金山町・沢上町の各一部を熱田区波寄町に編入する[3]。同時に住居表示実施[1]。また、中区波寄町は同区金山四丁目に編入され消滅[4]。

## 世帯数と人口
2018年（平成30年）12月1日現在の世帯数と人口は以下の通りである。
| 町丁   | 世帯数  | 人口    |
| ------ | ------- | ------- |
| 波寄町 | 637世帯 | 1,099人 |

### 人口の変遷
国勢調査による人口の推移
| 1995年（平成7年）  | 955人   | [ WEB 7 ]  |  |
| 2000年（平成12年） | 945人   | [ WEB 8 ]  |  |
| 2005年（平成17年） | 954人   | [ WEB 9 ]  |  |
| 2010年（平成22年） | 908人   | [ WEB 10 ] |  |
| 2015年（平成27年） | 1,149人 | [ WEB 11 ] |  |

## 学区
市立小・中学校に通う場合、学校等は以下の通りとなる。また、公立高等学校に通う場合の学区は以下の通りとなる。
| 番・番地等 | 小学校               | 中学校               | 高等学校 |
| ---------- | -------------------- | -------------------- | -------- |
| 全域       | 名古屋市立高蔵小学校 | 名古屋市立沢上中学校 | 尾張学区 |

## 施設

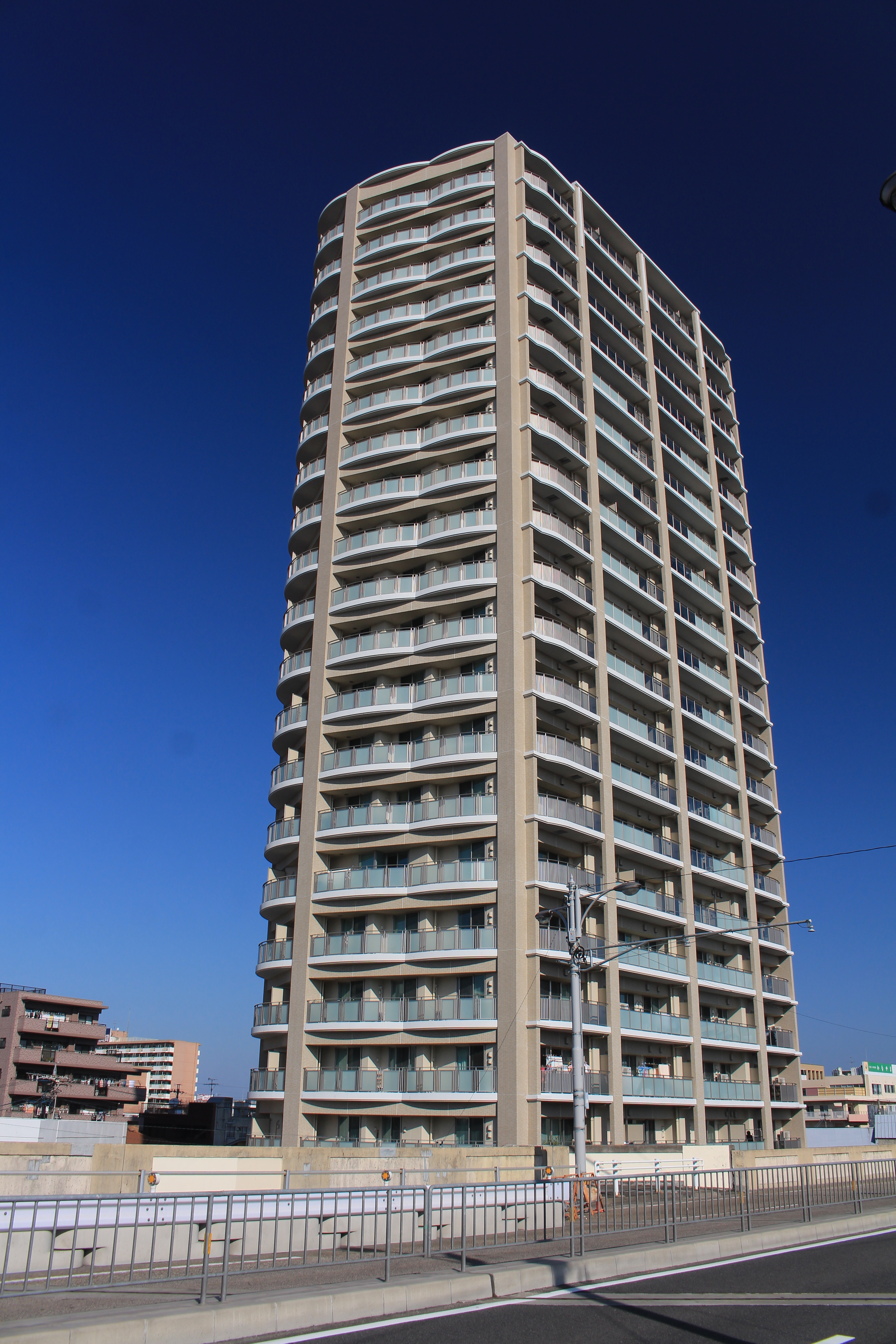
一条タワー金山
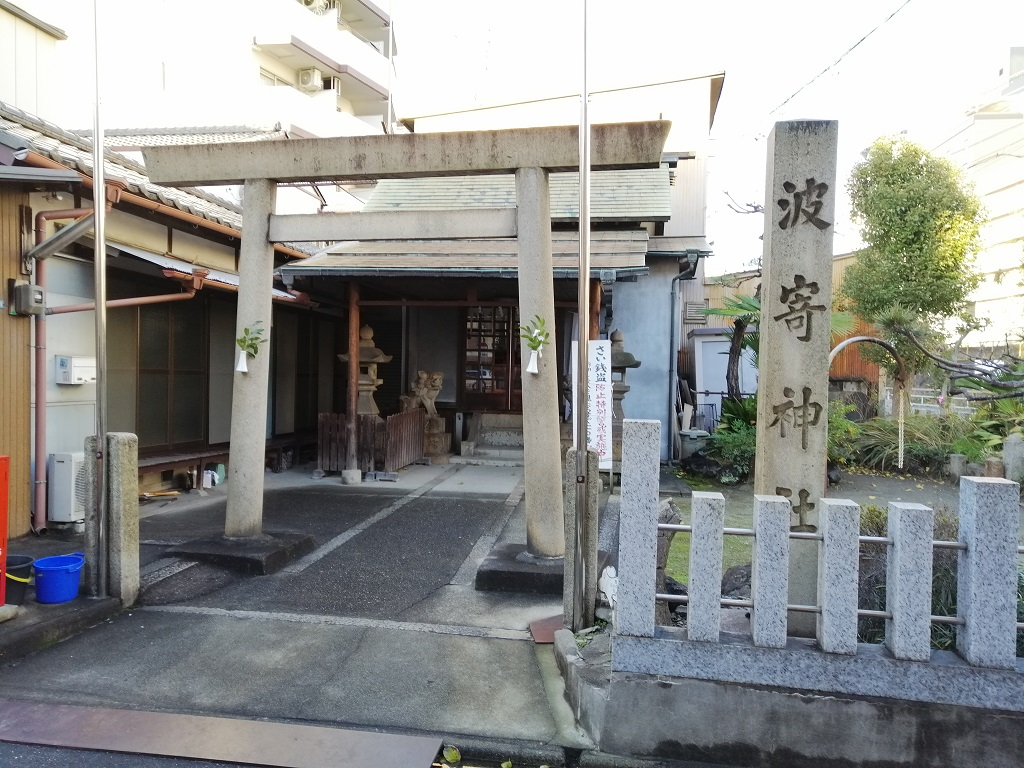
波寄神社
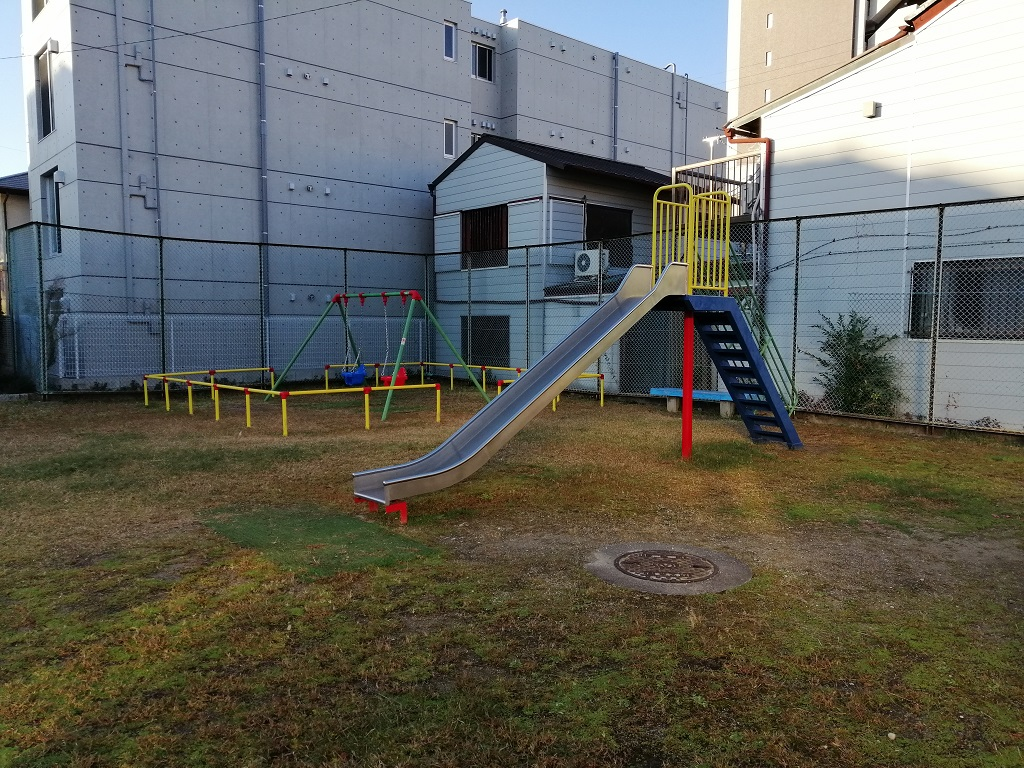
波寄公園
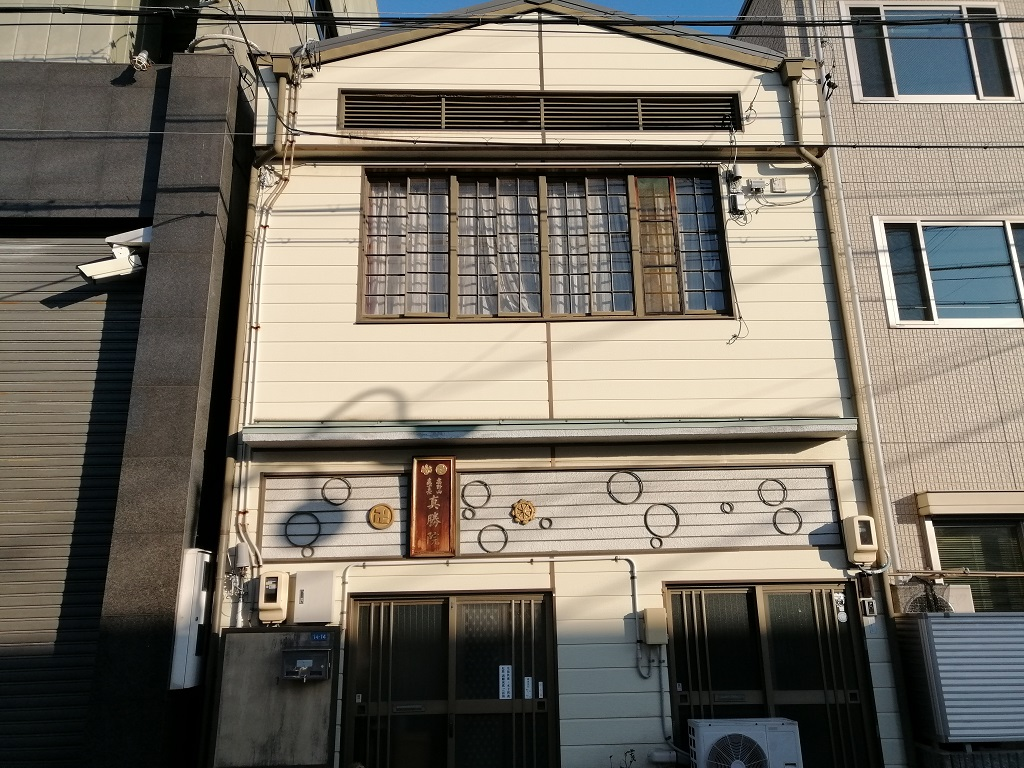
真勝院

- 一条タワー金山
- 波寄神社
- 波寄公園
- 真勝院

- 金山橋駅

1944年（昭和19年）9月から1989年（平成元年）7月まで、波寄町には名鉄の金山橋駅という駅があった。開業当時から駅舎はバラックで上下線ホームの間は構内通路で結ばれていた。1970年（昭和45年）6月に堀田駅から跨線橋が移設された後も改築はされずバラック駅舎のままであった。金山橋駅から高座橋の脇までの坂道には小さな商店がならんでいた。
- ローソン熱田波寄店

長らく有料駐車場だった場所に2024年(令和6年)11月7日オープンした。

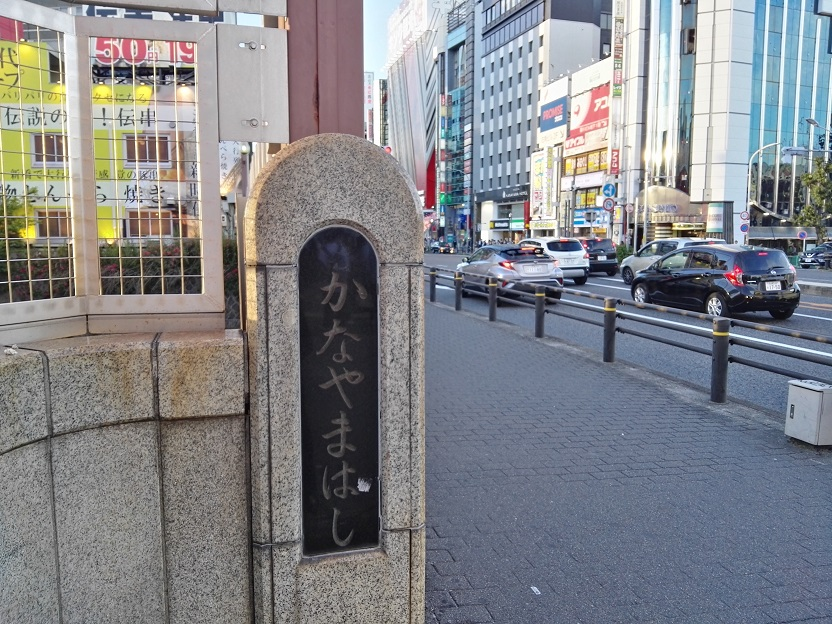
名鉄名古屋本線ではなくJR中央本線を跨ぐ金山橋
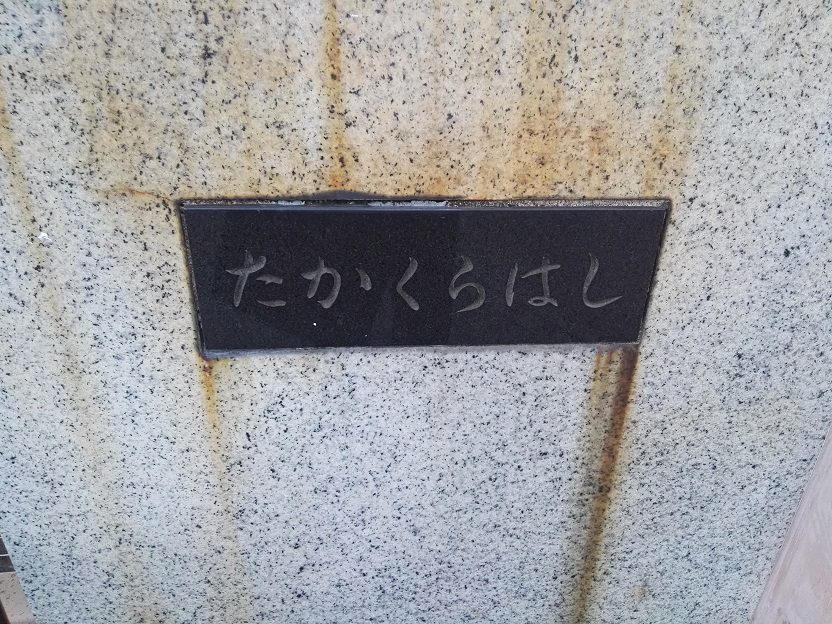
名鉄名古屋本線・JR東海道本線を跨ぐ高座橋

## その他

### 日本郵便
- 郵便番号 : 456-0003[WEB 2]（集配局：熱田郵便局[WEB 14]）。